# Pattinaggio di velocità al V Festival olimpico invernale della gioventù europea
Le gare di Pattinaggio di velocità al V Festival olimpico invernale della gioventù europea si sono svolte dall'11 al 15 maggio 2001 a Vuokatti, in Finlandia.
Sono state disputate due gare maschili e due gare femminili, per un totale di 4 gare.

## Podi

### Ragazzi
| Evento | Oro                   | Argento             | Bronzo              |
| 500m   | Alessandro Magnabosco | Remco Olde Heuvel   | Konrad Niedzwiedzki |
| 1500m  | Remco Olde Heuvel     | Konrad Niedzwiedzki | Ihor Makavetski     |

### Ragazze
| Evento | Oro               | Argento           | Bronzo          |
| 500m   | Ioulia Bouchoueva | Marcela Kramarova | Maren Haugli    |
| 1500m  | Ioulia Bouchoueva | Maren Haugli      | Mariska Huisman |